# Boeing C-17 Globemaster III
Boeing (dříve McDonnell Douglas) C-17 Globemaster III je strategický transportní letoun vyráběný společností Boeing Integrated Defense Systems, a sloužící v letectvech USA, Británie, Austrálie, Kanady, Indie, Kataru a Spojených arabských emirátů.
Globemaster III je schopný rychlého přesunu jednotek a všech druhů nákladu k hlavním operačním základnám nebo přímo k předsunutým základnám v oblasti rozmístění vojsk. Je také schopný taktické přepravy, evakuace a výsadkových misí. Jméno nese po dvou svých předchůdcích – C-74 Globemaster a C-124 Globemaster II. Jeho vývoj spadá až do 70. let, kdy USAF začalo hledat náhradu za C-130 Hercules.

## Vývoj

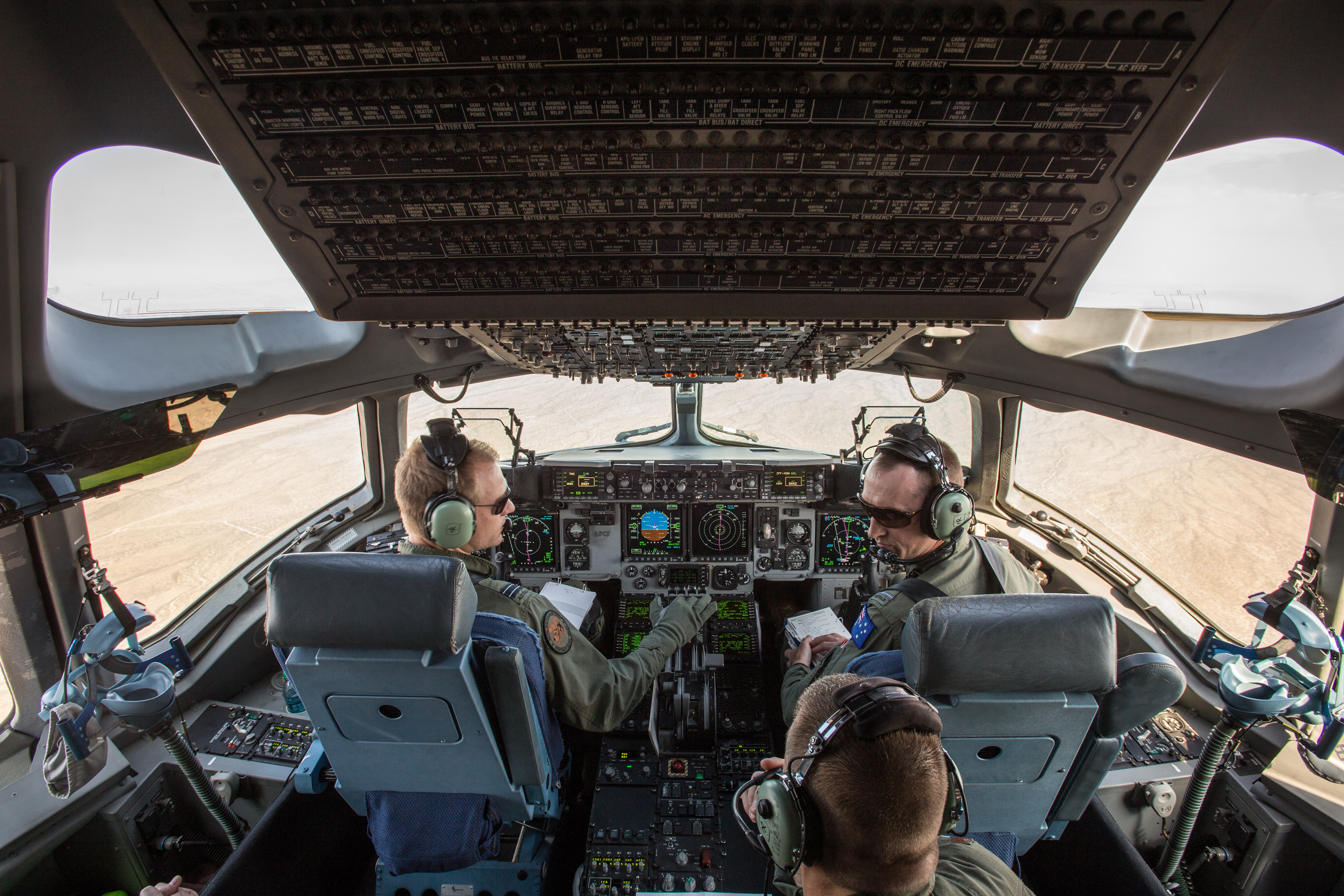
Kokpit stroje C-17 Globemaster III

Prototyp (87-0025) poprvé vzlétl 15. září 1991 z továrního letiště v Long Beach s továrním pilotem W. Caseym a podplukovníkem USAF G. Londonem. Let byl zakončen na základně Edwards, kde se zkoušela ovladatelnost letadla, vypínání a spouštění motorů za letu a vzdušné tankování. První sériový stroj, označený továrnou P-1, poprvé vzlétl 18. května 1992 a na Edwards proběhly jeho zkoušky, včetně letů s nákladem. Dne 21. června 1992 vzlétl druhý produkční exemplář P-2 a na základně Edwards se pak zkoušel jeho dolet a velikost nejvyššího nákladu i zlepšená palubní elektronika. Již 7. září 1992 přilétl na Edwards letoun P-3, 30. ledna toho roku stroj P-4 přenesl 72 914 kg nákladu na vzdálenost 5 162 km bez mezipřistání i bez tankování za letu. Ještě koncem roku 1992 prototyp C-17 začal se zkouškami shozu nákladů i výsadkářů a vytahování nákladů z letadla v přízemních výškách padákem. Dne 5. února 1993 dostal C-17 oficiálně jméno Globemaster III. Pátý vyrobený kus poprvé vzlétl 9. prosince 1992, jako první stroj bez jakýchkoli zkušebních přístrojů. Byl určen především pro výcvik vojenských osádek a později po sedm měsíců sloužil při vyhodnocování a operačních zkouškách typu u USAF na základně Kirtland v Novém Mexiku. Šestý vyrobený stroj, P-5, vzlétl poprvé 6. března 1993 a byl předán USAF o šest dní později. Záhy přelétl do námořního leteckého výzbrojního střediska na základně Patuxent River ve státě Maryland, kde se zkoušely jeho elektromagnetické vlastnosti, především odolnost proti bleskům a rovněž také radarové systémy.
V roce 1994 vykonal P-4 řadu předváděcích nakládání na mnoha základnách USAF, US Marines a US Army, aby se jejich osádky seznámily s novým typem letounu. 28. července 1993 uskutečnil první let osmý C-17A-první stroj třetí série a zároveň druhý, určený pro operační jednotku, 17. letku 437. křídla, sídlící v Jižní Karolíně. Té byl předán v srpnu.
1. února 1994 poprvé vzlétl desátý sériový stroj P-10, o týden později byl předán na základnu Charleston. Tím skončila dodávka třetí série.
Následně převzala Globemaster III také jednotka 62. dopravního křídla v McChord a 315. dopravního křídla (Asociate Reserve).
V roce 2001 zahájily provoz čtyři pronajaté C-17A u 99. perutě RAF.

## Uživatelé
Austrálie
- Royal Australian Air Force

 Indie

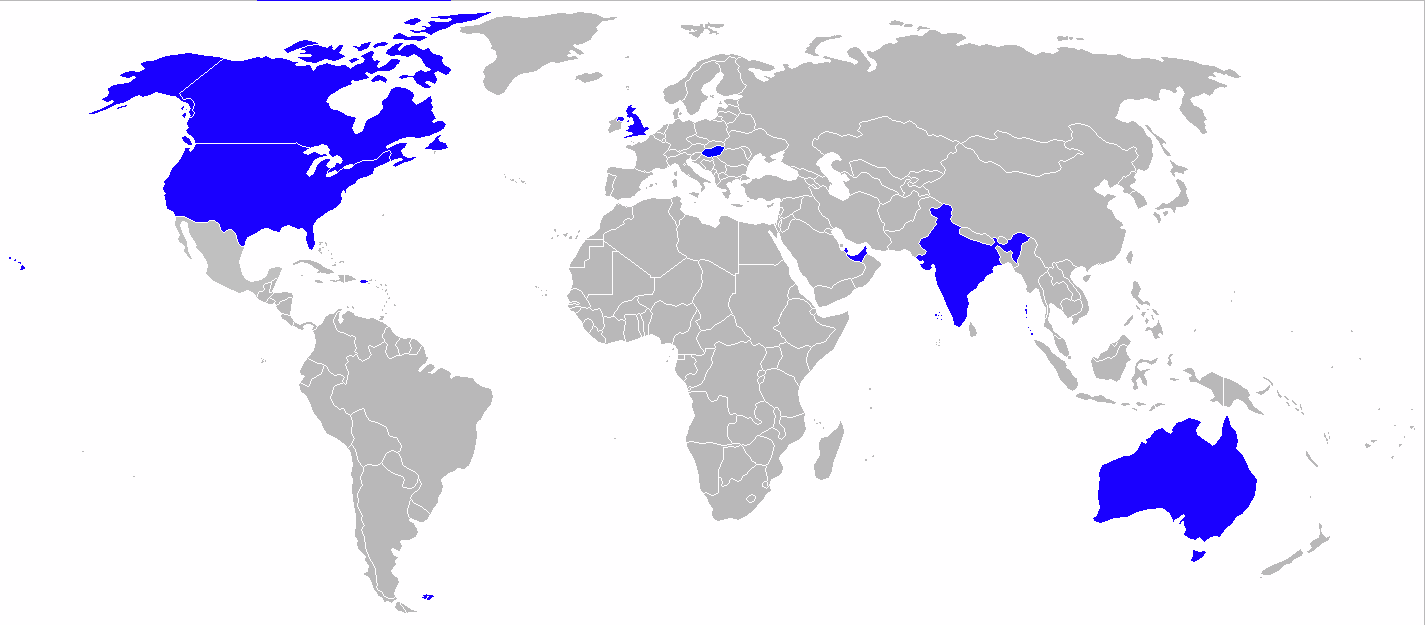
Přehled uživatelů typu C-17 Globemaster III

- Indické letectvo – Roku 2011 Indie objednala 10 letounů C-17 s opcí na dalších šest. Roku 2018 byl objednán poslední jedenáctý letoun. Poslední byl dodán roku 2019.[4]

 Kanada
- Royal Canadian Air Force

 Katar
- Katarské letectvo

 Kuvajt
- Kuvajtské letectvo

 NATO
- Strategic Airlift Capability (SAC) – Sdílené provozování tří strojů C-17 konsorciem 12 zemí (Bulharsko, Estonsko, Litva, Maďarsko, Nizozemsko, Norsko, Polsko, Rumunsko, Slovinsko, USA, Finsko a Švédsko). Letouny operují z maďarské základny Pápa.[5]

 Spojené arabské emiráty
 USA
- Letectvo Spojených států amerických

 Spojené království
- Royal Air Force provozuje osm letounů C-17[6]

## Specifikace

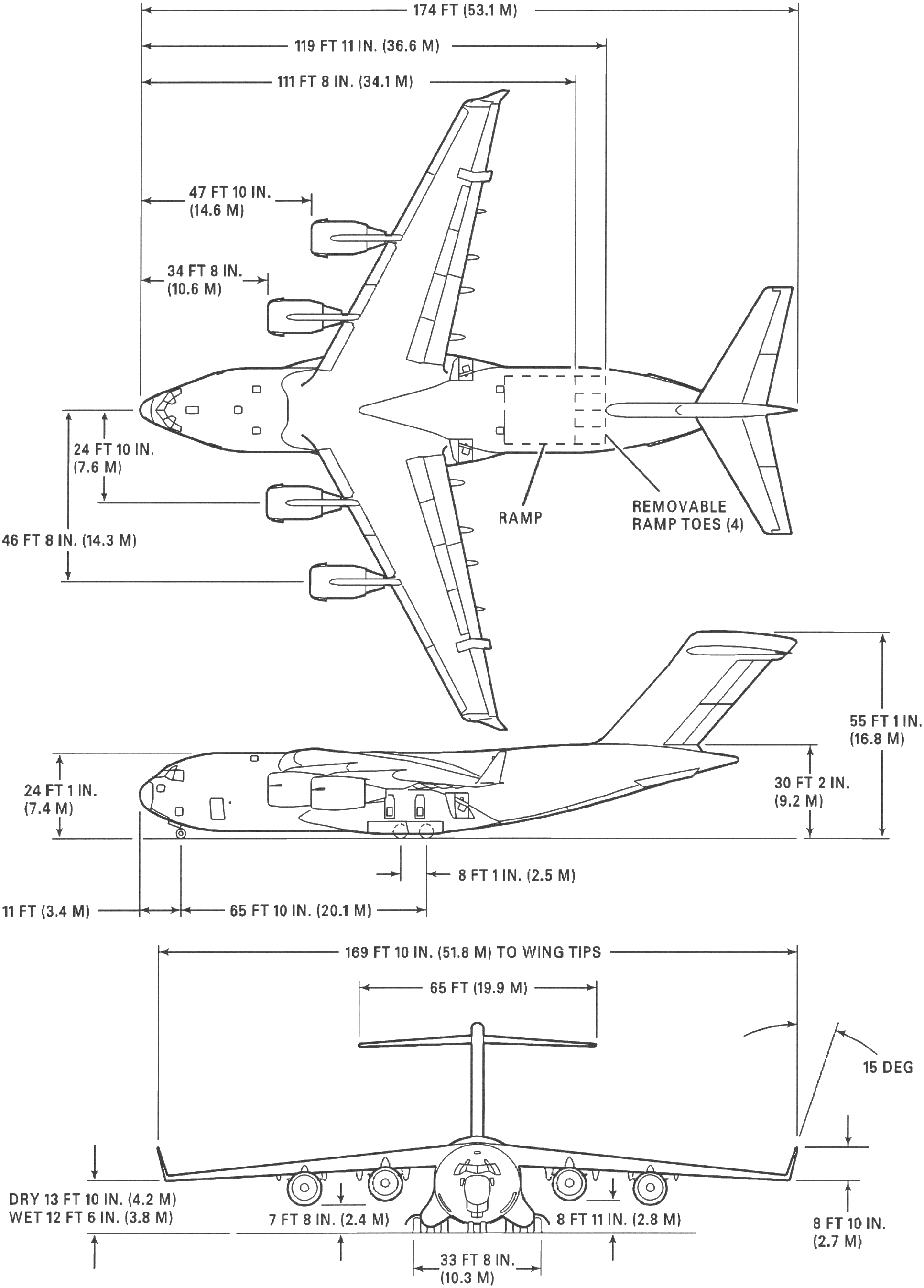
Třípohledový nákres C-17

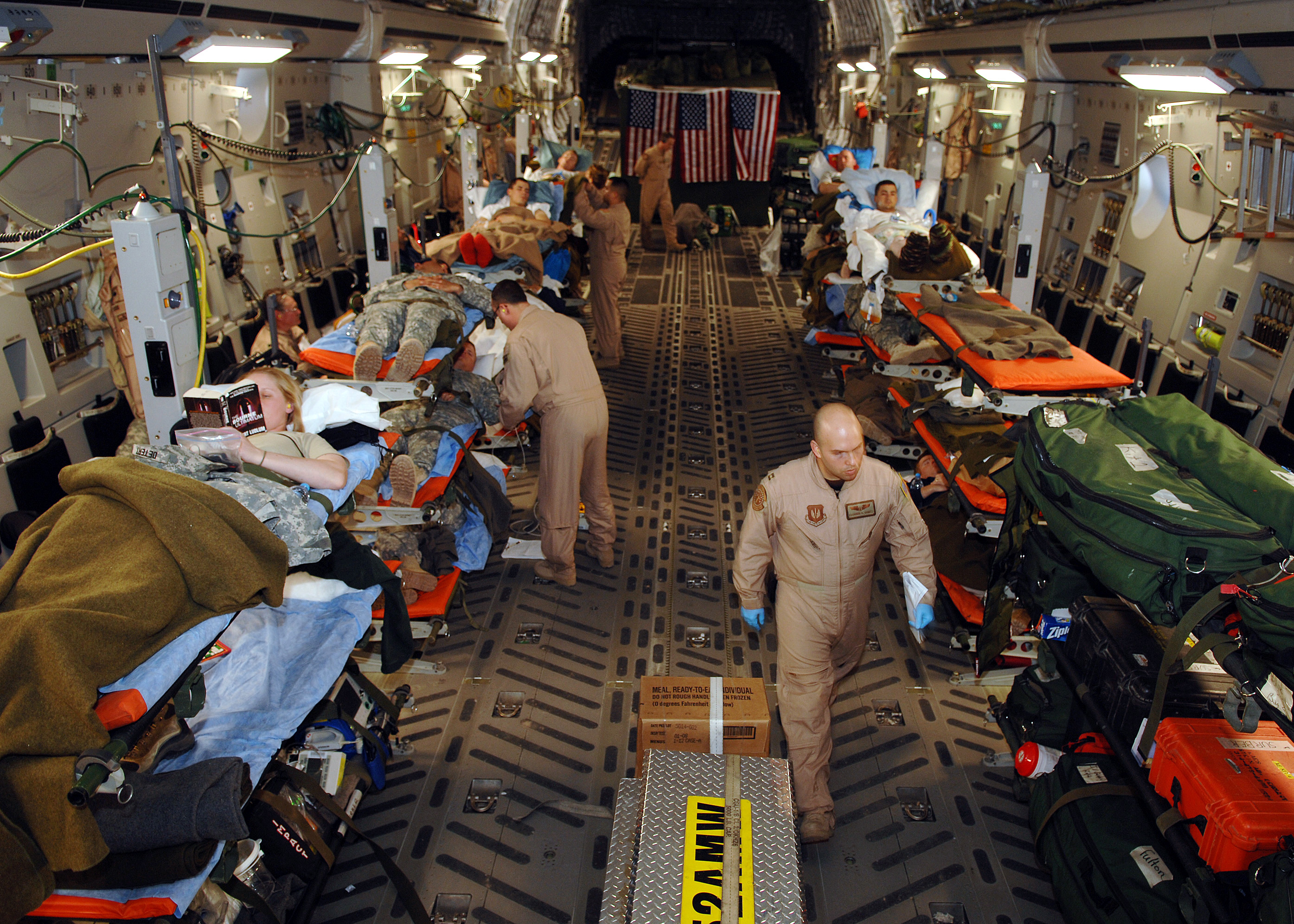
C-17 v konfiguraci jako letecká ambulance

### Technické údaje
- Posádka: 2 piloti, 1 operátor nákladu[7]
- Kapacita:
  - 102 vojáků nebo
  - 36 nosítek a 54 zraněných
- Užitečné zatížení: 144 vojáků nebo 102 výsadkářů, nebo 78 110 kg nákladu[8]
- Délka: 53,04 m[7]
- Rozpětí: 50,29 m[7]
- Výška: 16,79 m[7]
- Nosná plocha: 353,03 m²[9]
- Hmotnost (prázdný): 122 016 kg[7]
- Maximální vzletová hmotnost: 263 083 kg[7]
- Pohonná jednotka: 4× dvouproudový motor Pratt & Whitney F117-PW-100, každý o tahu 188,47 kN[7]

### Výkony
- Maximální rychlost v 10 670 m: 829 km/h[7]
- Cestovní rychlost: 0,76 Machu (450 uzlů, 515 mil, 830 km/h)
- Dolet: 4 450 km[7]
- Operační dostup: 13 715 m[7]
- Stoupavost: 7,6 m/s
- Max. plošné zatížení: 750 kg/m²
- Tah/Hmotnost: 0,277